# Nové sýpky (Bydhošť)
Nové sýpky patří k význačným stavbám Bydhoště. Tyto stavby podtrhují význačné postavení města v polské ekonomice a navazují na historický vývoj města, který se spjat s obchodní minulostí, která navazuje na význam Bydhošťského vodního uzlu.

## Charakteristika budov
Budovy byly postaveny v letech 1995–1998 podle návrhu architektů Andrzeje Bulandy a Włodzimierze Muchy z Varšavy, který byl oceněn první cenou v architektonické soutěži SARP. Tyto budovy se nazývají „nové sýpky“ nebo také „skleněné sýpky“ a patří k nejúspěšnějším architektonickým projektům v Polsku po roce 1990 a staly se dominantou města. Přestože budovy byly postaveny skleněnými a slínkovými cihlami, tvar a styl budov navazuje na historické sýpky a stavby v jejich okolí. V roce 2018 bylo zařízení budov zrekonstruováno. Mezi „novou“ a „starou“ sýpkou  se nachází historická stavba, Lloydův palác, postavená v letech 1884–1898, která podtrhává význam sýpek.

## Ocenění staveb
Tyto budovy jsou pokládány za ikony současné architektury a obdržely řadou ocenění, např.:
- první cena ve třetím ročníku národní soutěže "Życie w architekturze" o nejlepší veřejnou budovu postavenou v letech 1989–1999 v Polsku, pořádanou časopisem "Murator",
- cena Sdružení polských architektů 2000,
- státní vyznamenání I. stupně ministra pro místní rozvoj a výstavbu a ministra vnitra a správy za vynikající tvůrčí úspěchy v oblasti architektury a stavebnictví v roce 2000,
- „Platynowe Wiertło“ pro dodavatele – společnost Budopol SA z Bydgoszcze oceněna společností Bosch,
- mezinárodní cena DIFA AWARD 2004 s nominací na cenu Mies van de Rohe 2001.

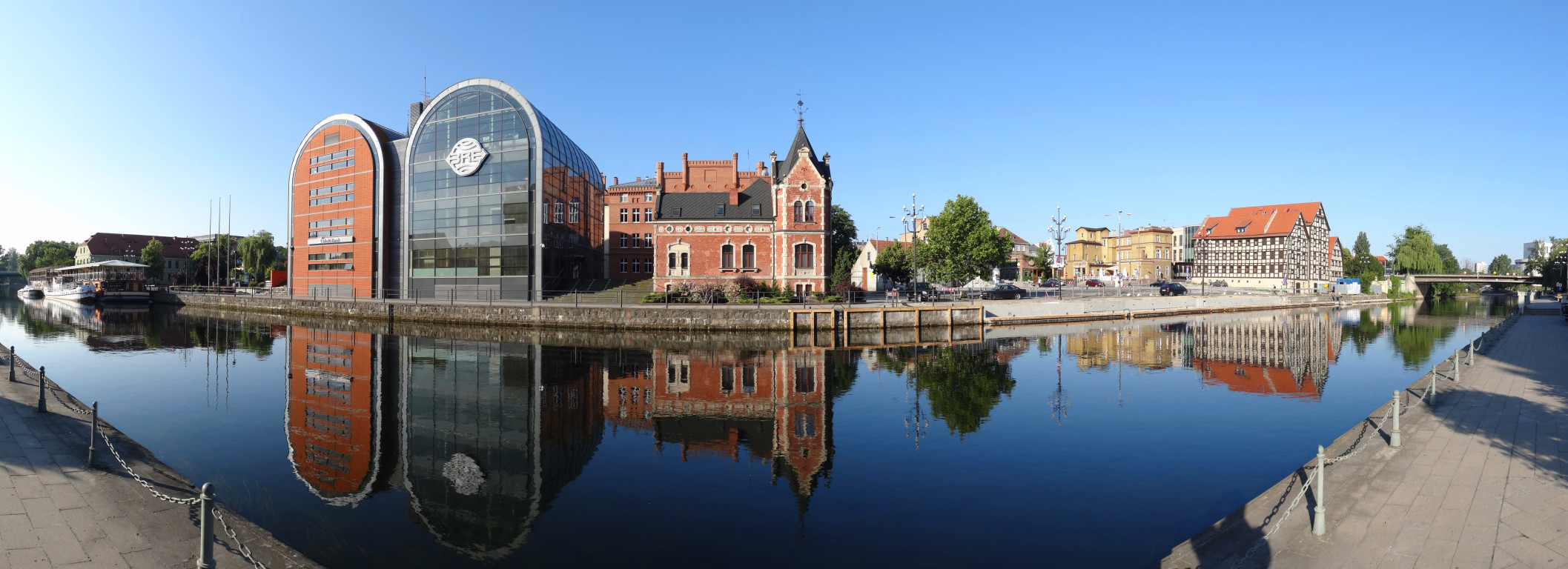
Bydgošť - nábřeží Brdy

## Galerie

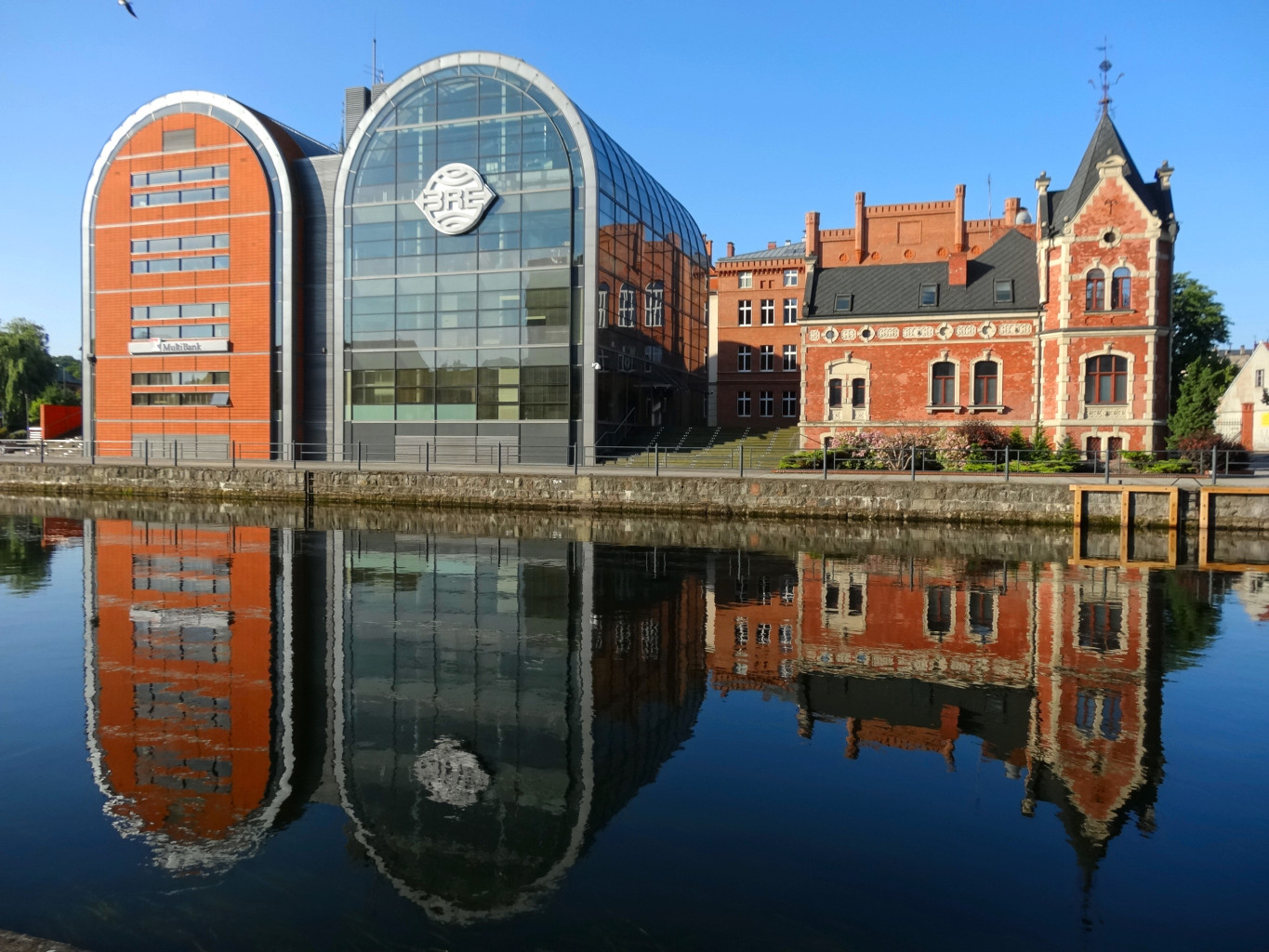
Nové sýpky s Lloydovým palácem
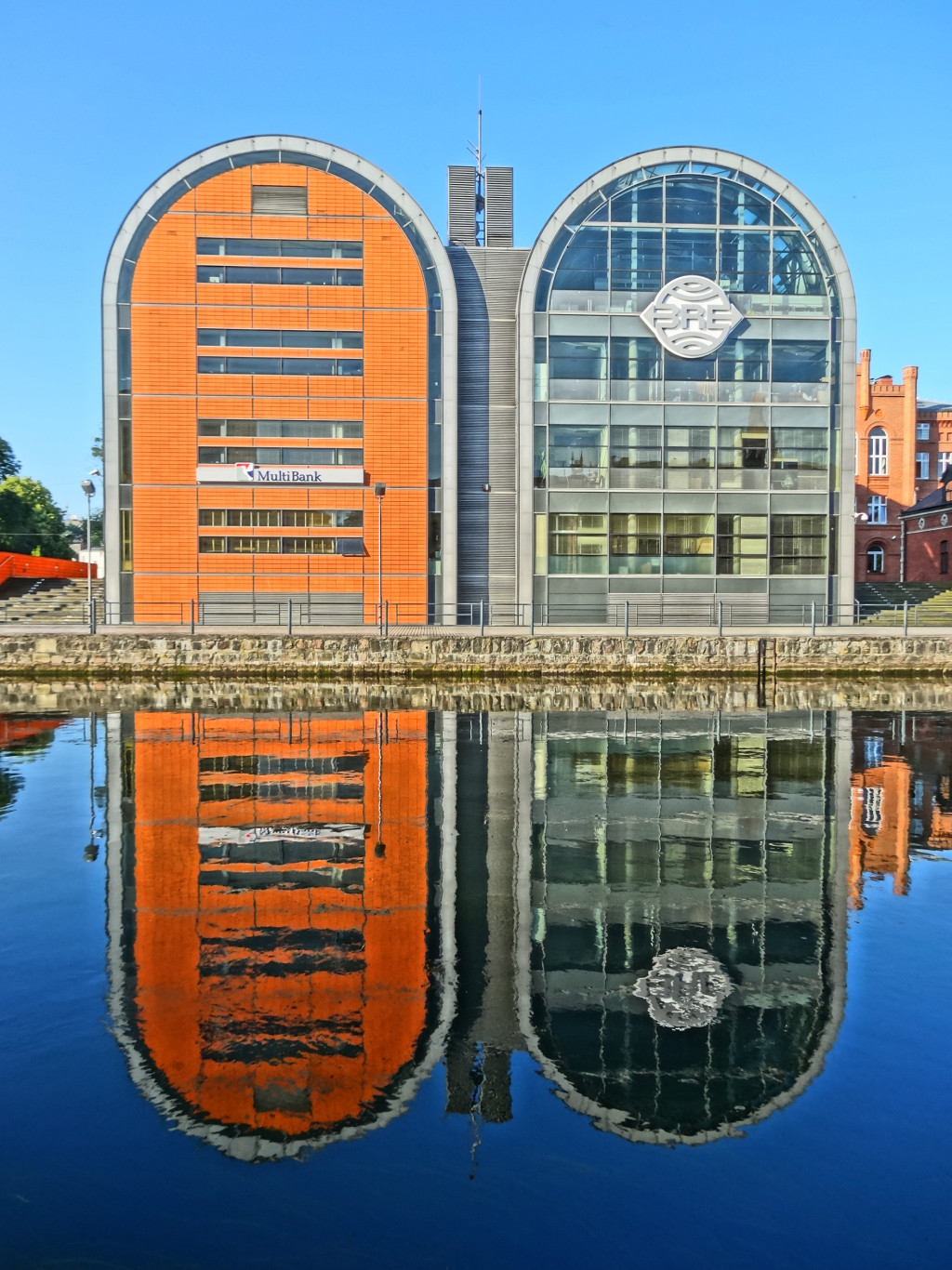
Odraz pohledu na nové sýpky
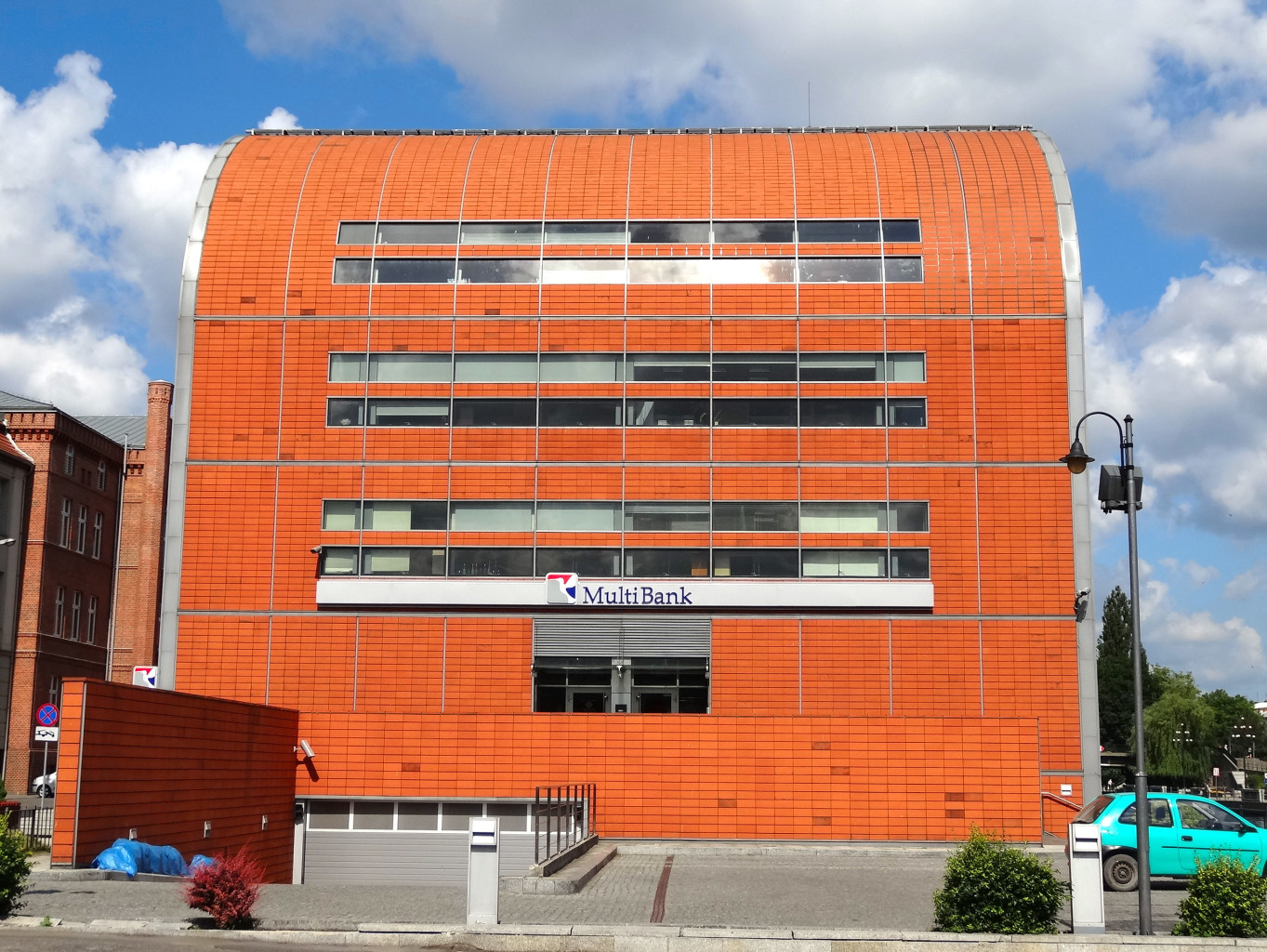
Boční pohled na nové sýpky
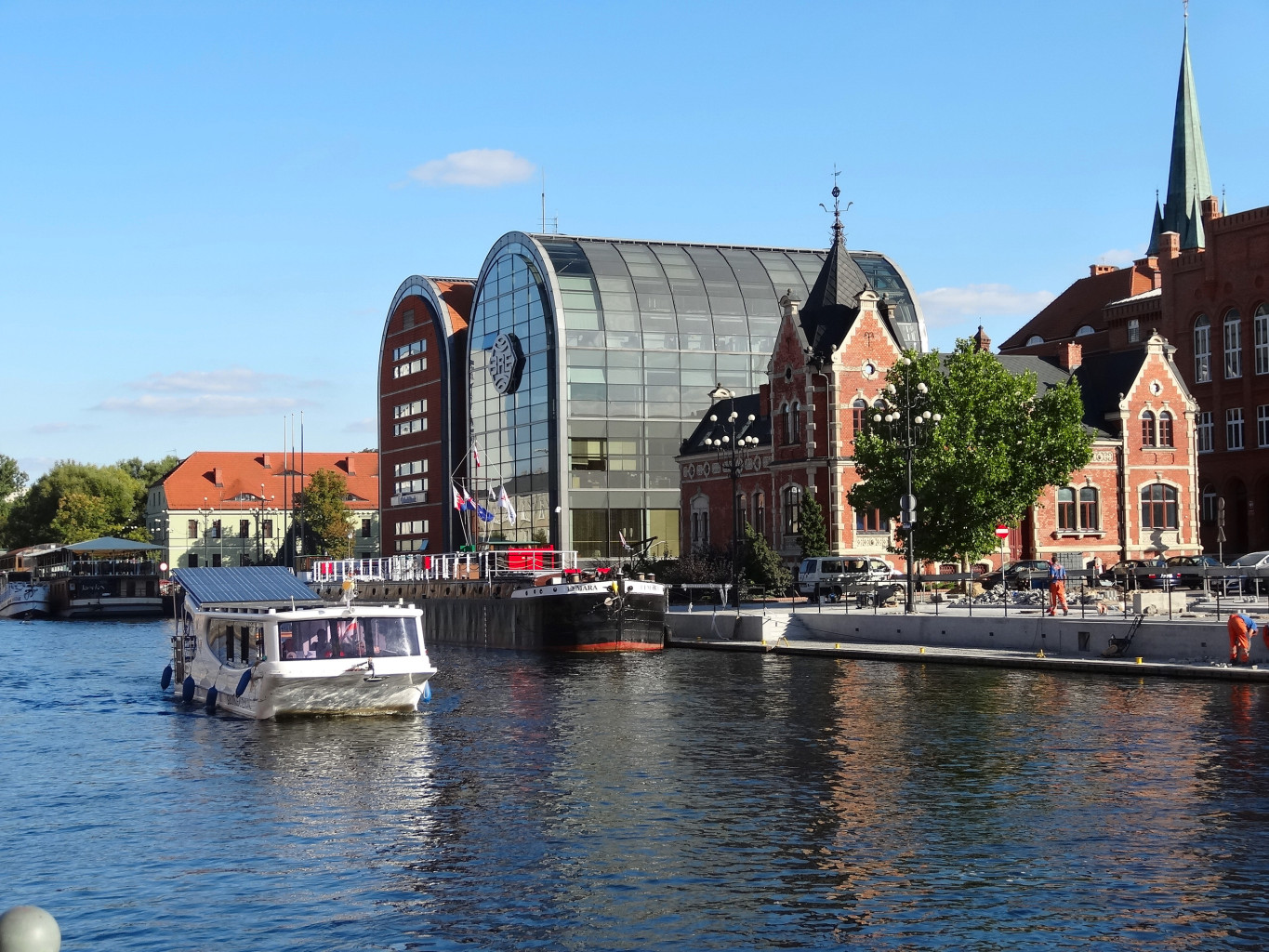
Provoz na řece Brda u nových sýpek